# Damy
Damy, lory (Loriinae) – podrodzina ptaków z rodziny papug wschodnich (Psittaculidae).

## Zasięg występowania
Podrodzina obejmuje gatunki występujące w Australii, Oceanii, Azji Południowo-Wschodniej i Południowej oraz Afryce.

## Charakterystyka
Damy są małymi, bardzo kolorowymi nadrzewnymi papugami. Żywią się nektarem kwiatów; zidentyfikowano około 5 tys. gatunków kwiatów, których nektarem żywią się te ptaki. Nektar jest zbierany przy pomocy wysoko wyspecjalizowanego języka.

## Systematyka
Do podrodziny należą następujące plemiona:
- Psittacellini Wolters, 1975
- Platycercini Selby, 1836
- Loriini Selby, 1836
- Agapornithini Salvin, 1882